# نیم لیک
نیم لیک (به لاتین: Nim Lik) یک منطقهٔ مسکونی در افغانستان است که در ولایت بلخ واقع شده‌است.